# Yong Jae-hyun
Đây là một tên người Triều Tiên, họ là Yong.
Yong Jae-hyun (tiếng Hàn: 용재현; sinh ngày 19 tháng 7 năm 1988) là một cầu thủ bóng đá Hàn Quốc chơi cho FC Anyang trong K League Challenge. Anh là một cầu thủ đa năng, có khả năng chơi ở vị trí hậu vệ trái, hậu vệ phải hoặc tiền vệ phòng ngự. Năm 2015, anh đổi tên từ Yong Hyun-jin (현진) thành Yong Jae-hyun.